# Swiss Indoors
Swiss Indoors je profesionální tenisový turnaj mužů hraný jako halové mistrovství Švýcarska v Basileji. Založen byl v roce 1970 a součástí profesionálního okruhu se stal roku 1975. Do sezóny 1989 probíhal na okruhu Grand Prix. Od sezóny 1995 se koná v St. Jakobshalle na dvorcích s tvrdým povrchem GreenSet. Centrální kurt má kapacitu devět tisíc diváků. V rámci ATP Tour se od sezóny 2009 řadí do kategorie ATP Tour 500. Turnaj se hraje v říjnu či na začátku listopadu jako jedna z posledních událostí sezóny. V minulosti byly hlavními sponzory firmy Ebel a Davidoff.
Do dvouhry nastupuje třicet dva singlistů a čtyřhry se účastní šestnáct párů. Nejvyšší počet deseti singlových titulů získal basilejský rodák Roger Federer. Patnácti finálovými účastmi také překonal předešlý rekord pěti finále Švéda Stefana Edberga. Federer se na Swiss Indoors stal prvním mužským tenistou otevřené éry, který se na jediném turnaji probojoval do jedenácti finále, čímž se odpoutal od deseti finálových účastí Argentince Guillerma Vilase na Argentina Open. Při každém postupu do finále Švýcar objednal pizzu sběračům míčů. K této tradici po zisku šestého titulu uvedl: „Dělám to tak pokaždé, ať prohraju, nebo vyhraju. Když jsem byl malý, jezdil jsem sem pokaždé na kole, měl jsem to tak deset minut. Dělal jsem sběrače míčků a pozoroval ty nejlepší hráče planety. Dobře si na to období pamatuji.“

## Přehled finále

### Dvouhra
| Rok  | vítěz                             | finalista                         | výsledek                            |
| ---- | --------------------------------- | --------------------------------- | ----------------------------------- |
| 1970 | Klaus Berger                      | Ernst Schori                      | 6–3, 6–1                            |
| 1971 | Jiří Zahradníček                  | Helmut Kuner                      | 1-6, 6–2, 6–3                       |
| 1972 | Michel Burgener                   | Petr Kanderal                     | 7–5, 4–6, 6–0                       |
| 1973 | Jean-Claude Barclay               | Leonardo Manta                    | 6–3, 7–5                            |
| 1974 | Roger Taylor                      | Petr Kanderal                     | 6–4, 6–2                            |
| 1975 | Jiří Hřebec                       | Ilie Năstase                      | 6–1, 7–6, 2–6, 6–3                  |
| 1976 | Jan Kodeš                         | Jiří Hřebec                       | 6–4, 6–2, 6–3                       |
| 1977 | Björn Borg                        | John Lloyd                        | 6–4, 6–2, 6–3                       |
| 1978 | Guillermo Vilas                   | John McEnroe                      | 6–3, 5–7, 7–5, 6–4                  |
| 1979 | Brian Gottfried                   | Johan Kriek                       | 7–5, 6–1, 4–6, 6–3                  |
| 1980 | Ivan Lendl                        | Björn Borg                        | 6–3, 6–2, 5–7, 0–6, 6–4             |
| 1981 | Ivan Lendl (2)                    | José Luis Clerc                   | 6–2, 6–3, 6–0                       |
| 1982 | Yannick Noah                      | Mats Wilander                     | 6–4, 6–2, 6–3                       |
| 1983 | Vitas Gerulaitis                  | Wojciech Fibak                    | 4–6, 6–1, 7–5, 5–5skreč             |
| 1984 | Joakim Nyström                    | Tim Wilkison                      | 6–3, 3–6, 6–4, 6–2                  |
| 1985 | Stefan Edberg (1)                 | Yannick Noah                      | 6–7, 6–4, 7–6, 6–1                  |
| 1986 | Stefan Edberg (2)                 | Yannick Noah                      | 7–6, 6–2, 6–7, 7–6                  |
| 1987 | Yannick Noah (2)                  | Ronald Agénor                     | 7–6, 6–4, 6–4                       |
| 1988 | Stefan Edberg (3)                 | Jakob Hlasek                      | 7–5, 6–3, 3–6, 6–2                  |
| 1989 | Jim Courier                       | Stefan Edberg                     | 7–6, 3–6, 2–6, 6–0, 7–5             |
| 1990 | John McEnroe                      | Goran Ivanišević                  | 6–7, 4–6, 7–6, 6–3, 6–4             |
| 1991 | Jakob Hlasek                      | John McEnroe                      | 7–6(7–4), 6–0, 6–3                  |
| 1992 | Boris Becker                      | Petr Korda                        | 3–6, 6–3, 6–2, 6–4                  |
| 1993 | Michael Stich                     | Stefan Edberg                     | 6–4, 6–7(5–7), 6–3, 6–2             |
| 1994 | Wayne Ferreira                    | Patrick McEnroe                   | 4–6, 6–2, 7–6(9–7), 6–3             |
| 1995 | Jim Courier (2)                   | Jan Siemerink                     | 6–7(2–7), 7–6(7–5), 5–7, 6–2, 7–5   |
| 1996 | Pete Sampras                      | Hendrik Dreekmann                 | 7–5, 6–2, 6–0                       |
| 1997 | Greg Rusedski                     | Mark Philippoussis                | 6–3, 7–6(8–6), 7–6(7–3)             |
| 1998 | Tim Henman                        | Andre Agassi                      | 6–4, 6–3, 3–6, 6–4                  |
| 1999 | Karol Kučera                      | Tim Henman                        | 6–4, 7–6(12–10), 4–6, 4–6, 7–6(7–2) |
| 2000 | Thomas Enqvist                    | Roger Federer                     | 6–2, 4–6, 7–6(7–4), 1–6, 6–1        |
| 2001 | Tim Henman (2)                    | Roger Federer                     | 6–3, 6–4, 6–2                       |
| 2002 | David Nalbandian                  | Fernando González                 | 6–4, 6–3, 6–2                       |
| 2003 | Guillermo Coria                   | David Nalbandian                  | bez boje                            |
| 2004 | Jiří Novák                        | David Nalbandian                  | 5–7, 6–3, 6–4, 1–6, 6–2             |
| 2005 | Fernando González                 | Marcos Baghdatis                  | 6–7(8–10), 6–3, 7–5, 6–4            |
| 2006 | Roger Federer                     | Fernando González                 | 6–3, 6–2, 7–6(7–3)                  |
| 2007 | Roger Federer (2)                 | Jarkko Nieminen                   | 6–3, 6–4                            |
| 2008 | Roger Federer (3)                 | David Nalbandian                  | 6–3, 6–4                            |
| 2009 | Novak Djoković                    | Roger Federer                     | 6–4, 4–6, 6–2                       |
| 2010 | Roger Federer (4)                 | Novak Djoković                    | 6–4, 3–6, 6–1                       |
| 2011 | Roger Federer (5)                 | Kei Nišikori                      | 6–1, 6–3                            |
| 2012 | Juan Martín del Potro             | Roger Federer                     | 6–4, 6–7(5–7), 7–6(7–3)             |
| 2013 | Juan Martín del Potro (2)         | Roger Federer                     | 7–6(7–3), 2–6, 6–4                  |
| 2014 | Roger Federer (6)                 | David Goffin                      | 6–2, 6–2                            |
| 2015 | Roger Federer (7)                 | Rafael Nadal                      | 6–3, 5–7, 6–3                       |
| 2016 | Marin Čilić                       | Kei Nišikori                      | 6–1, 7–6(7–5)                       |
| 2017 | Roger Federer (8)                 | Juan Martín del Potro             | 6–7(5–7), 6–4, 6–3                  |
| 2018 | Roger Federer (9)                 | Marius Copil                      | 7–6(7–5), 6–4                       |
| 2019 | Roger Federer (10)                | Alex de Minaur                    | 6–2, 6–2                            |
| 2020 | zrušeno kvůli pandemii koronaviru | zrušeno kvůli pandemii koronaviru | zrušeno kvůli pandemii koronaviru   |
| 2021 | zrušeno kvůli pandemii koronaviru | zrušeno kvůli pandemii koronaviru | zrušeno kvůli pandemii koronaviru   |
| 2022 | Félix Auger-Aliassime             | Holger Rune                       | 6–3, 7–5                            |
| 2023 | Félix Auger-Aliassime (2)         | Hubert Hurkacz                    | 7–6(7–3), 7–6(7–5)                  |
| 2024 | Giovanni Mpetshi Perricard        | Ben Shelton                       | 6–4, 7–6(7–4)                       |

### Čtyřhra
| Rok  | vítězové                                 | finalisté                             | výsledek                          |
| ---- | ---------------------------------------- | ------------------------------------- | --------------------------------- |
| 1976 | Frew McMillan Tom Okker                  | Jiří Hřebec Jan Kodeš                 | 6–4, 7–6, 6–4                     |
| 1977 | Mark Cox Buster Mottram                  | John Feaver John James                | 7–5, 6–4, 6–3                     |
| 1978 | Wojciech Fibak John McEnroe              | Bruce Manson Andrew Pattison          | 7–6, 7–5                          |
| 1979 | Bob Hewitt Frew McMillan (2)             | Brian Gottfried Raúl Ramírez          | 6–3, 6–4                          |
| 1980 | Kevin Curren Steve Denton                | Bob Hewitt Frew McMillan              | 6–7, 6–4, 6–4                     |
| 1981 | José Luis Clerc Ilie Năstase             | Markus Günthardt Pavel Složil         | 7–6, 6–7, 7–6                     |
| 1982 | Henri Leconte Yannick Noah               | Fritz Buehning Pavel Složil           | 6–2, 6–2                          |
| 1983 | Pavel Složil Tomáš Šmíd                  | Stefan Edberg Florin Segărceanu       | 6–1, 3–6, 7–6                     |
| 1984 | Pavel Složil (2) Tomáš Šmíd (2)          | Stefan Edberg Tim Wilkison            | 7–6, 6–2                          |
| 1985 | Tim Gullikson Tom Gullikson              | Mark Dickson Tim Wilkison             | 4–6, 6–4, 6–4                     |
| 1986 | Guy Forget Yannick Noah (2)              | Jan Gunnarsson Tomáš Šmíd             | 7–6, 6–4                          |
| 1987 | Anders Järryd Tomáš Šmíd (3)             | Stanislav Birner Jaroslav Navrátil    | 6–4, 6–3                          |
| 1988 | Jakob Hlasek Tomáš Šmíd (4)              | Jeremy Bates Peter Lundgren           | 6–3, 6–1                          |
| 1989 | Udo Riglewski Michael Stich              | Omar Camporese Claudio Mezzadri       | 6–3, 4–6, 6–0                     |
| 1990 | Stefan Kruger Christo van Rensburg       | Neil Broad Gary Muller                | 4–6, 7–6, 6–3                     |
| 1991 | Jakob Hlasek (2) Patrick McEnroe         | Petr Korda John McEnroe               | 3–6, 7–6, 7–6                     |
| 1992 | Tom Nijssen Cyril Suk                    | Karel Nováček David Rikl              | 6–3, 6–4                          |
| 1993 | Byron Black Jonathan Stark               | Brad Pearce Dave Randall              | 3–6, 7–5, 6–3                     |
| 1994 | Patrick McEnroe (2) Jared Palmer         | Lan Bale John-Laffnie de Jager        | 6–3, 7–6                          |
| 1995 | Cyril Suk (2) Daniel Vacek               | Mark Keil Peter Nyborg                | 3–6, 6–3, 6–3                     |
| 1996 | Jevgenij Kafelnikov Daniel Vacek (2)     | David Adams Menno Oosting             | 6–3, 6–4                          |
| 1997 | Tim Henman Marc Rosset                   | Karsten Braasch Jim Grabb             | 7–6, 6–7, 7–6                     |
| 1998 | Olivier Delaître Fabrice Santoro         | Piet Norval Kevin Ullyett             | 6–3, 7–6                          |
| 1999 | Brent Haygarth Aleksandar Kitinov        | Jiří Novák David Rikl                 | 0–6, 6–4, 7–5                     |
| 2000 | Donald Johnson Piet Norval               | Roger Federer Dominik Hrbatý          | 7–6(11–9), 4–6, 7–6(7–4)          |
| 2001 | Ellis Ferreira Rick Leach                | Maheš Bhúpatí Leander Paes            | 7–6(7–3), 6–4                     |
| 2002 | Bob Bryan Mike Bryan                     | Mark Knowles Daniel Nestor            | 7–6(7–1), 7–5                     |
| 2003 | Mark Knowles Daniel Nestor               | Lucas Arnold Ker Mariano Hood         | 6–4, 6–2                          |
| 2004 | Bob Bryan (2) Mike Bryan (2)             | Lucas Arnold Ker Mariano Hood         | 7–6(11–9), 6–2                    |
| 2005 | Agustín Calleri Fernando González        | Stephen Huss Wesley Moodie            | 7–5, 7–5                          |
| 2006 | Mark Knowles (2) Daniel Nestor (2)       | Mariusz Fyrstenberg Marcin Matkowski  | 4–6, 6–4, [10–8]                  |
| 2007 | Bob Bryan (3) Mike Bryan (3)             | James Blake Mark Knowles              | 6–1, 6–1                          |
| 2008 | Maheš Bhúpatí Mark Knowles (3)           | Christopher Kas Philipp Kohlschreiber | 6–3, 6–3                          |
| 2009 | Daniel Nestor (3) Nenad Zimonjić         | Bob Bryan Mike Bryan                  | 6–2, 6–3                          |
| 2010 | Bob Bryan (4) Mike Bryan (4)             | Daniel Nestor Nenad Zimonjić          | 6–3, 3–6, [10–3]                  |
| 2011 | Michaël Llodra Nenad Zimonjić (2)        | Max Mirnyj Daniel Nestor              | 6–4, 7–5                          |
| 2012 | Daniel Nestor (4) Nenad Zimonjić (3)     | Treat Conrad Huey Dominic Inglot      | 7–5, 6–7(4–7), [10–5]             |
| 2013 | Treat Conrad Huey Dominic Inglot         | Julian Knowle Oliver Marach           | 6–3, 3–6, [10–4]                  |
| 2014 | Vasek Pospisil Nenad Zimonjić (4)        | Marin Draganja Henri Kontinen         | 7–6(15–13), 1–6, [10–5]           |
| 2015 | Alexander Peya Bruno Soares              | Jamie Murray John Peers               | 7–5, 7–5                          |
| 2016 | Marcel Granollers Jack Sock              | Robert Lindstedt Michael Venus        | 6–3, 6–4                          |
| 2017 | Ivan Dodig Marcel Granollers (2)         | Fabrice Martin Édouard Roger-Vasselin | 7–5, 7–6(8–6)                     |
| 2018 | Dominic Inglot (2) Franko Škugor         | Alexander Zverev Mischa Zverev        | 6–2, 7–5                          |
| 2019 | Jean-Julien Rojer Horia Tecău            | Taylor Fritz Reilly Opelka            | 7–5, 6–3                          |
| 2020 | zrušeno kvůli pandemii koronaviru        | zrušeno kvůli pandemii koronaviru     | zrušeno kvůli pandemii koronaviru |
| 2021 | zrušeno kvůli pandemii koronaviru        | zrušeno kvůli pandemii koronaviru     | zrušeno kvůli pandemii koronaviru |
| 2022 | Ivan Dodig (2) Austin Krajicek           | Nicolas Mahut Édouard Roger-Vasselin  | 6–4, 7–6(7–5)                     |
| 2023 | Santiago González Édouard Roger-Vasselin | Hugo Nys Jan Zieliński                | 6–7(8–10), 7–6(7–3), [10–1]       |
| 2024 | Jamie Murray John Peers                  | Wesley Koolhof Nikola Mektić          | 6–3, 7–5                          |

## Rekordy
| Dvouhra                    | Dvouhra | Dvouhra |
| Rekord                     | Rekord  | držitelé rekordu |
| -------------------------- | ------- | --- |
| Nejvíce titulů             | 10      | Roger Federer |
| Nejvíce titulů v řadě      | 3       | Roger Federer |
| Nejvíce finále             | 15      | Roger Federer |
| Nejvíce finále v řadě      | 10      | Roger Federer |
| Nejvíce vyhraných zápasů   | 75      | Roger Federer |
| Nejvíce odehraných ročníků | 19      | Roger Federer |
| Nejmladší vítěz            | 19 let  | Jim Courier (1989) |
| Nejstarší vítěz            | 38 let  | Roger Federer (2019) |
| Nejvýše postavený vítěz    | 1. ATP  | Pete Sampras (1996) Roger Federer (2006, 2007) |
| Nejníže postavený vítěz    | 50. ATP | Giovanni Mpetshi Perricard (2024) |
| Nenasazení vítězové        | 5       | Jiří Hřebec (1975, 44. ATP) Jim Courier (1989, 35. ATP) Karol Kučera (1999, 20. ATP) Jiří Novák (2004, 20. ATP) Giovanni Mpetshi Perricard (2024, 50. ATP) |
| Čtyřhra                    |         | |
| Nejvíce titulů             | 4       | Bob Bryan Mike Bryan Daniel Nestor Tomáš Šmíd Nenad Zimonjić                                                                                               |
| Nejvíce párových titulů    | 4       | Bob Bryan Mike Bryan |